# Carl Friedrich Keil
Carl Friedrich Keil, född den 26 februari 1807, död den 5 maj 1888, var en tysk evangelisk teolog.
Keil, som var professor i Dorpat 1839-58, skrev i Hengstenbergs anda kommentarer till en mängd gammal- och nytestamentliga böcker.
Övriga skrifter av honom är Der Tempel Salomos (1839), Lehrbuch der historisch-kritischen Einleitung in die Schriften des Alten Testaments (1853; 3:e upplagan 1873) och Handbuch der biblischen Archäologie (2 band, 1858-60; 2:a upplagan 1875).